# Nuoto ai campionati europei di nuoto 2024 - 200 metri misti femminili
La gara degli 200 metri misti femminili dei campionati europei di nuoto 2024 si è svolta il 21 e il 22 giugno 2024 presso il Centro Sportivo Milan Gale Muškatirović di Belgrado.

## Podio
| Pos.    | Atleta             | Nazione   |
| ------- | ------------------ | --------- |
| Oro     | Anastasia Gorbenko | Israele   |
| Argento | Lea Polonsky       | Israele   |
| Bronzo  | Barbora Seemanová  | Rep. Ceca |

## Record
Prima della manifestazione il record del mondo (RM) e il record dei campionati (RC) erano i seguenti.
|  | 2'06"12 | Katinka Hosszú | 3 agosto 2015 Kazan'  |
|  | 2'06"12 | Katinka Hosszú | 3 agosto 2015 Kazan'  |
|  | 2'07"30 | Katinka Hosszú | 19 maggio 2016 Londra |

Durante la competizione non sono stati migliorati record.

## Programma
| Data           | Ora   | Turno      |
| -------------- | ----- | ---------- |
| 21 giugno 2024 | 10:10 | Batterie   |
| 21 giugno 2024 | 19:37 | Semifinali |
| 22 giugno 2024 | 19:05 | Finale     |

## Risultati

### Batterie
| Pos. | Batteria | Corsia | Atleta             | Nazionalità          | Tempo       | Note |
| ---- | -------- | ------ | ------------------ | -------------------- | ----------- | ---- |
| 1    | 2        | 4      | Anastasia Gorbenko | Israele              | 2'13"58     | Q    |
| 2    | 1        | 5      | Leah Schlosshan    | Gran Bretagna        | 2'13"64     | Q    |
| 3    | 1        | 4      | Dalma Sebestyén    | Ungheria             | 2'14"82     | Q    |
| 4    | 1        | 3      | Lena Kreundl       | Austria              | 2'14"83     | Q    |
| 5    | 1        | 2      | Lisa Nystrand      | Svezia               | 2'16"49     | Q    |
| 6    | 2        | 2      | Ellie McCartney    | Irlanda              | 2'16"66     | Q    |
| =7   | 2        | 3      | Lea Polonsky       | Israele              | 2'18"24     | Q    |
| =7   | 2        | 6      | Tamara Potocká     | Slovacchia           | 2'18"24     | Q    |
| 9    | 2        | 5      | Barbora Seemanová  | Rep. Ceca            | 2'18"27     | Q    |
| 10   | 1        | 1      | Tea Winblad        | Svezia               | 2'18"92     | Q    |
| 11   | 1        | 6      | Hanna Bergman      | Svezia               | 2'19"11     |      |
| 12   | 2        | 7      | Diana Petkova      | Bulgaria             | 2'19"63     | Q    |
| 13   | 1        | 7      | Annie Hegmegi      | Svezia               | 2'21"29     |      |
| 14   | 2        | 8      | Iman Avdić         | Bosnia ed Erzegovina | 2'21"88     | Q    |
| 15   | 1        | 8      | Diana Musayelyan   | Armenia              | 2'24"48     | Q    |
| 16   | 2        | 0      | Fatima Alkaramova  | Azerbaigian          | 2'26"83     | Q    |
| 17   | 1        | 0      | Vivian Xhemollari  | Albania              | 2'29"36     | Q    |
| DNS  | 2        | 1      | Louna Kasvio       | Finlandia            | Non partita |      |

### Semifinali
| Pos. | Batteria | Corsia | Atleta             | Nazionalità          | Tempo   | Note |
| ---- | -------- | ------ | ------------------ | -------------------- | ------- | ---- |
| 1    | 2        | 4      | Anastasia Gorbenko | Israele              | 2'11"61 | Q    |
| 2    | 2        | 6      | Tamara Potocká     | Slovacchia           | 2'12"42 | Q    |
| 3    | 1        | 5      | Leah Schlosshan    | Gran Bretagna        | 2'12"70 | Q    |
| 4    | 2        | 3      | Lea Polonsky       | Israele              | 2'12"93 | Q    |
| 5    | 1        | 3      | Lena Kreundl       | Austria              | 2'13"25 | Q    |
| 6    | 1        | 4      | Dalma Sebestyén    | Ungheria             | 2'13"57 | Q    |
| 7    | 2        | 5      | Barbora Seemanová  | Rep. Ceca            | 2'14"14 | Q    |
| 8    | 2        | 2      | Ellie McCartney    | Irlanda              | 2'14"37 | Q    |
| 9    | 2        | 7      | Diana Petkova      | Bulgaria             | 2'14"59 |      |
| 10   | 1        | 2      | Lisa Nystrand      | Svezia               | 2'15"83 |      |
| 11   | 1        | 1      | Tea Winblad        | Svezia               | 2'18"98 |      |
| 12   | 2        | 8      | Iman Avdić         | Bosnia ed Erzegovina | 2'19"73 |      |
| 13   | 1        | 8      | Diana Musayelyan   | Armenia              | 2'24"63 |      |
| 14   | 2        | 0      | Fatima Alkaramova  | Azerbaigian          | 2'25"15 |      |
| 15   | 1        | 0      | Vivian Xhemollari  | Albania              | 2'28"78 |      |

### Finale
| Pos.    | Corsia | Atleta             | Nazionalità   | Tempo   | Note |
| ------- | ------ | ------------------ | ------------- | ------- | ---- |
| Oro     | 4      | Anastasia Gorbenko | Israele       | 2'09"75 |      |
| Argento | 6      | Lea Polonsky       | Israele       | 2'11"18 |      |
| Bronzo  | 1      | Barbora Seemanová  | Rep. Ceca     | 2'11"48 |      |
| 4       | 3      | Leah Schlosshan    | Gran Bretagna | 2'11"74 |      |
| 5       | 5      | Tamara Potocká     | Slovacchia    | 2'13"39 |      |
| 6       | 2      | Lena Kreundl       | Austria       | 2'13"55 |      |
| 7       | 7      | Dalma Sebestyén    | Ungheria      | 2'13"84 |      |
| 8       | 8      | Ellie McCartney    | Irlanda       | 2'14"09 |      |